# Кристоферсон, Питер
Пи́тер Ма́ртин Кристо́ферсон (англ. Peter Martin Christopherson, 27 февраля 1955 — 25 ноября 2010), также известный под прозвищем Сли́зи (Sleazy) — британский музыкант, один из самых оригинальных и влиятельных исполнителей эры постпанка. Также добился признания как художник-дизайнер, фотограф и режиссёр рекламных и музыкальных видеоклипов.
В 1975 году Кристоферсон стал одним из четырёх основателей знаменитой группы Throbbing Gristle, которая явилась родоначальником стиля индастриал. Он также приложил руку к созданию первого семплера, музыкального инструмента, с которого началась современная электронная музыка. После распада Throbbing Gristle в 1981 году Кристоферсон принимал участие в записи первых двух альбомов группы Psychic TV, после чего он покинул этот проект и примкнул к Джону Бэлансу в проекте последнего Coil.
В 1970-е Кристоферсон сотрудничал как художник с британским дизайнерским агентством «Hipgnosis» и, в частности, участвовал в создании обложек альбомов для целого ряда групп, включая Pink Floyd и The Alan Parsons Project. В 90-е Питер Кристоферсон активно работал в сфере музыкального видео. Среди снятых им клипов: Waifs and Strays, Tainted Love '91 и Say Hello Wave Goodbye '91 Марка Алмонда; Comin' Back The Crystal Method; Chains of Love, A Little Respect, Stop Erasure; Rhythm of Time Front 242; Double Barrel Prayer Диаманды Галас; Going Home (From Rio to Liverpool) Пола Маккартни; N.W.O., Just One Fix Ministry; Pinion, Wish, Help Me I Am in Hell, Gave Up, March of the Pigs Nine Inch Nails; Tall Cool One Роберта Планта; Freedom, Killing in the Name Of, Bombtrack, Bulls on Parade, People of the Sun Rage Against the Machine; Refuse/Resist Sepultura; Pure Massacre Silverchair; Infected, The Mercy Beat, Heartland The The; Don’t Tell Me Van Halen; Owner of a Lonely Heart Yes.
В 2005 году в связи с гибелью Бэланса и завершением истории Coil Кристоферсон переехал в Таиланд, где занялся сольным проектом под названием The Threshold HouseBoys Choir. Под этим псевдонимом он успел записать два полновесных альбома — Form Grows Rampant (2007) и Amulet Edition (2008). В январе 2008 года Кристоферсон объявил о запуске нового электронного проекта Soisong, созданного им в сотрудничестве со шведским музыкантом Иваном Павловым (более известным под псевдонимом CoH). Весной того же года свежеобразованная группа дала ряд концертов в Азии и Европе и представила дебютный сингл, а ещё через год музыканты выпустили первый альбом xAj3z (2009).
Кристоферсон умер во сне в своём доме в Бангкоке 25 ноября 2010 года. Причина смерти никогда не оглашалась. Несмотря на свою длинную и насыщенную музыкальную карьеру, под своим именем Кристоферсон издал только одну композицию — «In My Head a Crystal Sphere of Heavy Fluid» — на сборнике Foxtrot, сборы от продаж которого пошли на лечение Бэланса от алкогольной зависимости.